# 左衛門 (製菓会社)
有限会社左衛門（さえもん）は福岡県古賀市の菓子製造業者。博多菓匠 左衛門（はかたかしょう さえもん）として、「博多ぶらぶら」の製造、販売で知られる。
1929年（昭和4年）に博多で創業される。
主力商品である「博多ぶらぶら」は長らくテレビCMも放映されており、福岡県民には馴染みが深い。
本店を福岡県福岡市におき、古賀市には製造所と直売店がある。

## 博多ぶらぶら
博多ぶらぶら（はかたぶらぶら）は、求肥を小豆で包んだ一口サイズの和菓子。博多を代表する和菓子の1つである。
福岡県内の高速道路サービスエリアには専用の売り場スペースが確保されていることも多く、九州自動車道の古賀サービスエリア入口には「ぶらぶら人形」の展示もある。
赤福餅のような商品を目指して10年をかけて開発された。

## テレビコマーシャル

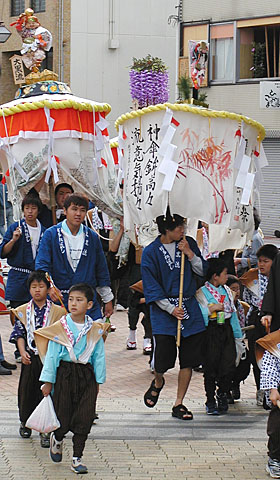
博多松囃子の傘鉾

1974年（昭和49年）当時に250万円の製作費をかけて製作された着ぐるみが踊るテレビコマーシャルは「福岡県民なら一度は目にしたことがある」とも言われている。CM製作は西広（現・九州博報堂）の脇山たか子が企画・担当した。
八の字眉毛が特徴的な着ぐるみのキャラクターは製品パッケージにも描かれており、当時は専務だった田中治雄（2代目社長、2012年時点では会長）が土産の菓子折りを持つ姿と博多松囃子の傘鉾をモデルとし、画家の豊島綱明が描いたものである。歌詞は脇山によるものであるが、前述のイメージキャラクターと「ぶらぶら」の語を使うということから悩んでいたが、南京玉すだれのような音楽に乗せて傘鉾を躍らせることを思いついた。
音楽は、2022年でも動画サイトでカバーされていたり、ライブで演奏するアーティストも見受けられる。作曲は昭和40年代に中洲のクラブなどで活躍したジャズバンドを率いていた太田幸雄。演奏はピアノであるが、ピアノのハンマーに金属の押しピンを付けることで弾むような音を出している。歌は男女のデュエット形式であるが、男声は栗田善成、女声は西康子が歌唱している。
CMは全日本シーエム放送連盟（現・ACC）の地区奨励賞を受賞している。

## 外部サイト
- 博多菓匠 左衛門
- 博多菓匠 左衛門 (@saemon1929) - X（旧Twitter）
- 博多菓匠 左衛門 (@hakatakashou.saemon) - Instagram